# Phoradendron chrysocladon
Phoradendron chrysocladon är en sandelträdsväxtart som beskrevs av Asa Gray. Phoradendron chrysocladon ingår i släktet Phoradendron och familjen sandelträdsväxter. Inga underarter finns listade i Catalogue of Life.